# Palaçoulo
Palaçoulo (em mirandês Palaçuolo) é uma povoação portuguesa sede da Freguesia de Palaçoulo do Município de Miranda do Douro, freguesia com 50,14 km² de área e 566 habitantes (censo de 2021), tendo, por isso, uma densidade populacional de 11,3 hab./km².
A freguesia é composta por duas aldeias:
- Palaçoulo
- Prado Gatão

## Toponímia
De acordo com o linguista, José Pedro Machado, o topónimo «palaçoulo» provém do baixo-latim, do étimo palatiolum, que significa «pequeno palácio». Com base no mesmo étimo latino, conta-se ainda com a variante abreviada Paçô, topónimo comum a várias localidades e lugares do Norte de Portugal.

## Economia
Palaçoulo apresenta uma atividade industrial a partir de produtos artesanais como as facas e as pipas que exporta para destinos tão longínquos como a Nova Zelândia. Palaçoulo soube tirar partido do “saber de gerações” e da proximidade com Espanha para vencer o isolamento e lançar-se na globalização. 
Uma boa parte dos habitantes das aldeias vive da cutelaria e da tanoaria.

## Património
- Igreja Matriz de Prado Gatão (tardo-medieval)
- Capelas do Santo Cristo e de Santa Bárbara (Prado Gatão)
- Casa Grande de Prado Gatão
- Igreja Matriz de Palaçoulo
- Capela do Carrasco (Palaçoulo)
- Capela de S Sebastião (Palaçoulo)

## Tradições
- Danças dos pauliteiros
- Música de gaitas-de-foles, bombos e concertinas

## Festividades
Durante o ano realizam-se as festividades:
Palaçoulo
- Festa de São Sebastião (domingo mais próximo do dia 20 de janeiro)
- Festa de São Miguel, padroeiro de Palaçoulo (domingo mais próximo do dia 8 de maio)
- Festa de Nossa Senhora do Rosário (3.º ou 4.º domingo de maio)
- Festa de Nossa Senhora do Carrasco (15 de agosto)
- Festa de Nossa Senhora do Rosário (2 de setembro)
- Festa de Santa Bárbara (3.º domingo de setembro)

Prado Gatão
- Festa de Santa Isabel, padroeira da aldeia de Prado Gatão (7 de julho)
- Festa de Santa Bárbara (8 de agosto)
- Festa de Nossa Senhora do Rosário (16 de agosto)

## População
| Distribuição da População por Grupos Etários | Distribuição da População por Grupos Etários | Distribuição da População por Grupos Etários | Distribuição da População por Grupos Etários | Distribuição da População por Grupos Etários |
| -------------------------------------------- | -------------------------------------------- | -------------------------------------------- | -------------------------------------------- | -------------------------------------------- |
| Ano                                          | 0-14 Anos                                    | 15-24 Anos                                   | 25-64 Anos                                   | > 65 Anos                                    |
| 2001                                         | 97                                           | 75                                           | 336                                          | 170                                          |
| 2011                                         | 61                                           | 62                                           | 266                                          | 165                                          |
| 2021                                         | 35                                           | 58                                           | 287                                          | 186                                          |

## Mosteiro Trapista de Santa Maria
Palaçoulo foi o local escolhido para a localização do futuro Mosteiro Trapista de Santa Maria, Mãe da Igreja. A obra orçada em seis milhões de euros constitui um marco, uma vez que há 128 anos que não se construía um mosteiro em Portugal.
O Mosteiro Trapista de Santa Maria, Mãe da Igreja, a sua designação oficial, visa acolher as monjas da Ordem Cisterciense da Estrita Observância, também conhecidas por irmãs Trapistas. Espera-se que 40 religiosas fiquem a morar no local, dedicando-se à contemplação e atividades agrícolas.
A obra ficou concluída em outubro de 2020. Em novembro de 2021, dez monjas trapistas deixarão Vitorchiano, próximo de Roma, para viverem em clausura, em Palaçoulo num terreno com 28 hectares.

## Política

### Eleições Autárquicas
| Data | %       | V       | %     | V  | %       | V       |
| Data | PPD/PSD | PPD/PSD | PS    | PS | PSD-CDS | PSD-CDS |
| ---- | ------- | ------- | ----- | -- | ------- | ------- |
| 2001 | 55,03   | 4       | 39,45 | 3  |         |         |
| 2005 | 54,38   | 4       | 41,49 | 3  |         |         |
| 2009 | 42,49   | 3       | 55,63 | 4  |         |         |
| 2013 | 40,25   | 3       | 55,80 | 4  |         |         |
| 2017 | CDS-PP  | CDS-PP  | 57,37 | 4  | 37,89   | 3       |

## Língua
Palaçoulo, como todas as outras freguesias do município de Miranda do Douro, tem a sua própria língua distinta do Português, o Mirandês, da família linguística Astur-Leonesa.
Palaçoulo, Palaçuolo (/pɐlɐswolu/) em Mirandês, fala o dialeto central do Mirandês.